# حملة أبرهة على بيت الله الحرام (فلم)
حملة أبرهة على بيت الله الحرام هو فيلم مصري عام 1957 يروي الفيلم قصة إقدام أبرهة على هدم الكعبة في عام الفيل، وهو العام الذي ولد فيه النبي، فأبرهة يتقدم نحو الكعبة يقتل النساء والأطفال. ويتصدى عبد المطلب لأبرهة ويساعده سادة قريش لمنعه من هدم الكعبة.
الفيلم من إخراج وسيناريو أحمد الطوخي وقصة وكتابة فؤاد الطوخي.

## طاقم العمل
| - برلنتي عبد الحميد:زهرة بنت أبرهة - عباس فارس:أبرهة الحبشي - عمر الحريري:نفيل بن حبيب - حسين رياض: عبد المطلب بن هاشم - فؤاد الطوخي:أبو بكسوم - فرج النحاس:أرياط - نعيمة وصفي:الأم - مس بيرل:محظية أبرهة | - خالد العجباني:حناطة - عبد العزيز سعيد:الأسود - سيد العربي:قواد أبرهة - كمال عباس: قواد أبرهة - محمد يوسف:قواد أبرهة - كامل إمام:قواد أبرهة - فوزية عبد الوهاب:الراعية - نورا عبد المحسن:المهاجرة | - الطفلة فدوى:الأبنة - إلهام زكي:جواري - سهير أيوب:جواري - سعاد عطية:جواري - حسنة سليمان:جواري - حسن الأديب:الكاهن - أحمد أبو زيد:الراعي - حسن علي:التاجر اليمني | - تمام إسماعيل:أشراف مكة - عبد الفتاح سالم:أشراف مكة - محمد سعد:أشراف مكة - إبراهيم ميهوب:أشراف مكة - محمد محمود المقدم:أشراف مكة - زيزي البدراوي (طفلة) |

## فريق العمل
- سمهان فيلم:إنتاج
- فؤاد الطوخي: (قصة وسيناريو وحوار )
- أحمد الطوخي: (سيناريو) و(مخرج)
- عائشة حسن: (غناء)